# 番茄炒蛋
西红柿炒蛋是中华文化常見的一道菜肴。因为它的原材料易于搜集，制作步骤也较为简单，所以也深受厨房初学者的喜爱。

## 概要
中国农业科学院蔬菜花卉研究所所著的《中国蔬菜栽培学》一书中，在论及番茄何时传入中国时指出：“大约在十七、十八世纪由西方的传教士、商人或由华侨从东南亚引入我国南方沿海城市，称为番茄，其后由南方传到北方称为西红柿。”
在中国，烹饪鸡蛋已有数千年的历史，但将番茄与鸡蛋同烹的做法，目前能找到的最早具体文献是1935年《园艺》杂志中邢锡永的文章，文中提到“油烙番茄片，去皮切片，用油烙加鸡卵食之”。但“油烙”的烹饪技法，和番茄炒鸡蛋的做法不同。它只是一种使用了番茄和鸡蛋的原材料，在烹饪技法上不同于番茄炒鸡蛋的菜肴。
由于在马来西亚、新加坡、印度尼西亚等东南亚国家的华人社区，也有番茄炒鸡蛋的菜肴。根据番茄引入中国前的传播路径，不排除东南亚华人先于中国人做出番茄炒鸡蛋这道菜肴的可能性。